# Techny
Techny è un centro abitato dello stato americano dell'Illinois. Già municipio autonomo, fu unito a Northbrook nel 1989.
Dal 1896 vi ha sede il quartier generale della Società del Verbo Divino negli Stati Uniti d'America.